# Tartaroblatta karatavica
Tartaroblatta karatavica är en kackerlacksart som beskrevs av Bei-Bienko 1940. Tartaroblatta karatavica ingår i släktet Tartaroblatta och familjen småkackerlackor.
Artens utbredningsområde är Kazakstan. Inga underarter finns listade i Catalogue of Life.